# Sarasău
Sarasău [saraˈsəu] (deutsch Scharwaschau, ungarisch Szarvaszó) ist eine Gemeinde im nördlichen Teil des Kreises Maramureș in der historischen Region Komitat Máramaros in Rumänien.

## Geographische Lage
Der Ort liegt am gleichnamigen Fluss an der Nationalstraße 19 am Rande des Theiß-Tals nahe der ukrainisch-rumänischen Grenze. Die nächste größere Stadt ist Sighetu Marmației, sie liegt circa sieben Kilometer südöstlich von Sarasău.

## Sehenswürdigkeiten

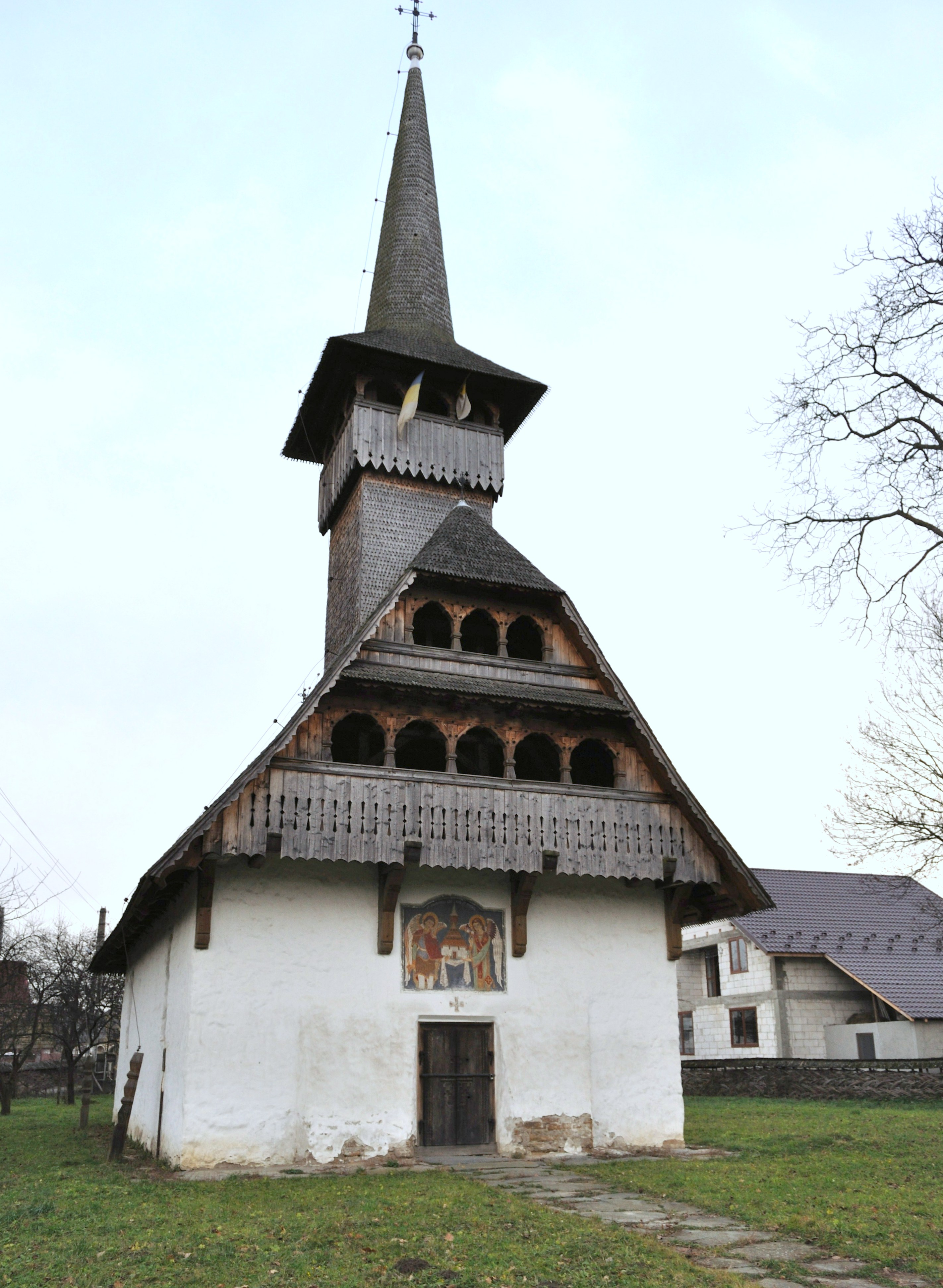
Kirche Sfinții Arhangheli Mihail și Gavril

Bekanntheit verdankt der Ort seiner gut erhaltenen, historischen Kirche Sfinții Arhangheli Mihail și Gavril und wird nach Angaben des Verzeichnis historischer Denkmäler des Ministeriums für Kultur und nationales Erbe (Ministerul Culturii și Patrimoniului Național) ins Jahr 1600 datiert. Die Holzkirche steht unter Denkmalschutz.

## Wirtschaft
Wie die gesamte Region Maramureș, ist Sarasău durch Landwirtschaft und Viehzucht geprägt. Darüber hinaus entwickeln sich seit kurzer Zeit Anfänge einer touristischen Infrastruktur.